# Маринка (село, Болгария)
Маринка (болг. Маринка) — село в Бургасской области Болгарии. Входит в состав общины Бургас. Находится примерно в 11 км к югу от центра города Бургас. По данным переписи населения 2011 года, в селе проживало 1177 человек.

## Население
| Год     | 1934 | 1946 | 1956 | 1965 | 1975 | 1985 | 1992 | 2001 | 2011 |
| ------- | ---- | ---- | ---- | ---- | ---- | ---- | ---- | ---- | ---- |
| Жителей | 743  | 849  | 1023 | 1004 | 1237 | 1244 | 1229 | 1281 | 1177 |

| Национальность  | Человек | Процент |
| --------------- | ------- | ------- |
| болгары         | 1006    | 87,78 % |
| цыгане          | 126     | 10,99 % |
| другие          | 9       | 0,79 %  |
| не определились | 5       | 0,44 %  |
| Всего ответов   | 1146    |         |

|  |